# Renault 19
De Renault 19 is een compacte middenklasse auto van de Franse autofabrikant Renault. Hij werd in 1988 geïntroduceerd en vanaf 1996 opgevolgd door de Renault Mégane, waarvoor dezelfde bodemplaat en aandrijving werd gebruikt.

## Geschiedenis
Het model werd ontworpen door de bekende Italiaanse auto-ontwerper Giorgetto Giugiaro. Het was de opvolger van de Renault 9 (sedan) en de Renault 11 (hatchback). Het is voorlopig de laatste Renault die een nummer als typebenaming meekreeg en verenigde de carrosserievarianten van zijn voorgangers in één model. Het model werd geleverd met benzinemotoren van 1.2, 1.4, 1.7 en 1.8 liter en met dieselmotoren van 1.9 liter (met en zonder turbo).
De hatchbackversies met 3 of 5 deuren van de Renault 19 zijn liftback-achtigen: auto’s met een vlakke achterruit en een kort "kontje". Van 1988 tot 1992 werd de Renault 19 naast hatchback als sedan geleverd met de naam Chamade. Na de facelift in 1992 bleef de sedanvariant maar verdween deze benaming. Vanaf 1991 werd bij de Karmann-vestiging in Rheine een cabriolet-versie geproduceerd, deze werd uitsluitend met de 1.8 liter benzinemotor geleverd.
De originele 19 kenmerkte zich door rechte lijnen en strakke hoeken. De rechthoekige koplampunits sierden een vrijwel dichte neus, de koellucht bereikte de motorruimte via een bescheiden opening in de meestal in zwart plastic uitgevoerde voorbumper. De achterlichtunits waren bij de hatchbacks vrijwel vierkant, terwijl de Chamade zwart/rode exemplaren met een afgeknipt hoekje had.
De snelle 16V (16 kleppen), die er als hatchback en cabriolet was, kreeg een andere voorbumper met een subtiele grille en unieke koplampunits met twee segmenten per kant. De bij de overige versies in de koplampen opgenomen richtingaanwijzers werden daardoor naar de bumper verplaatst.

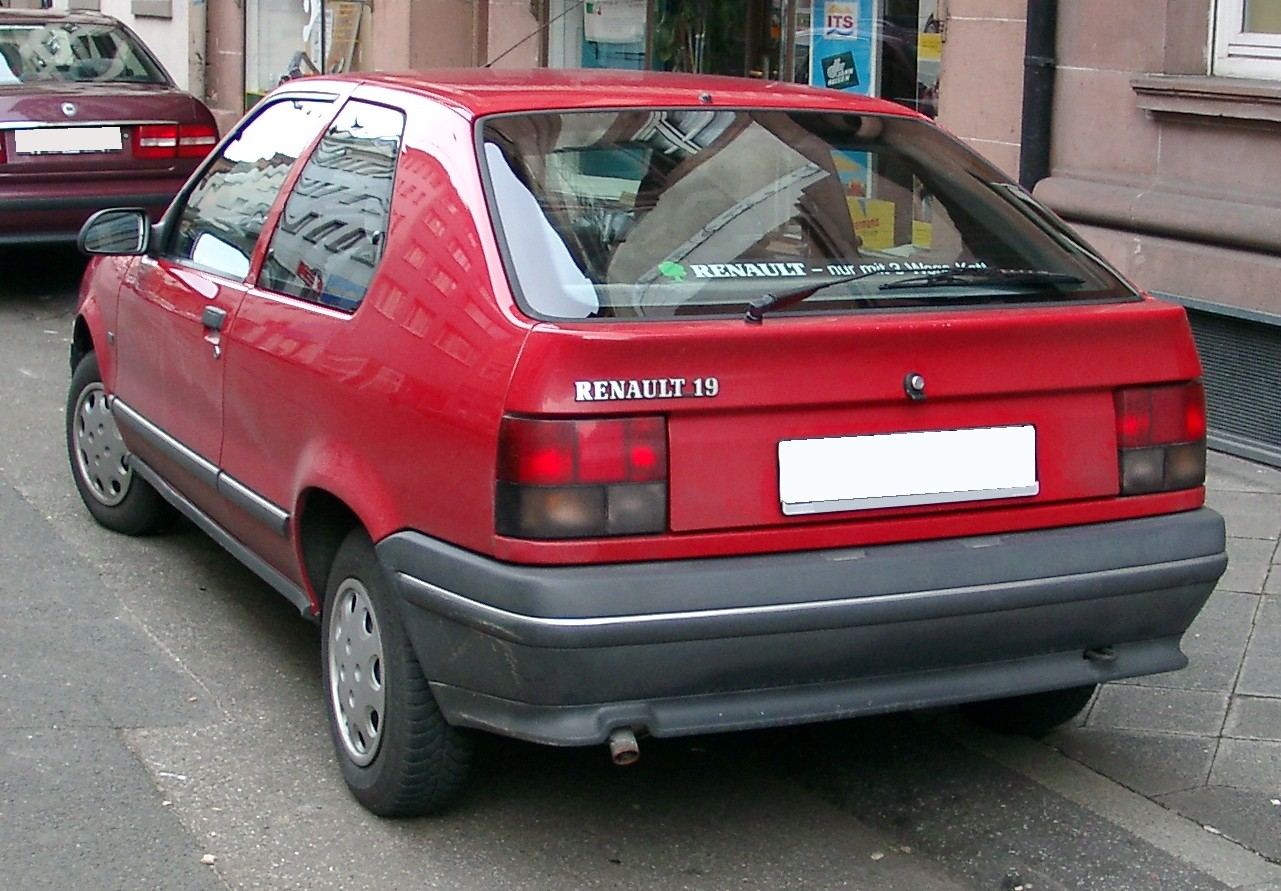
Renault 19 driedeurs
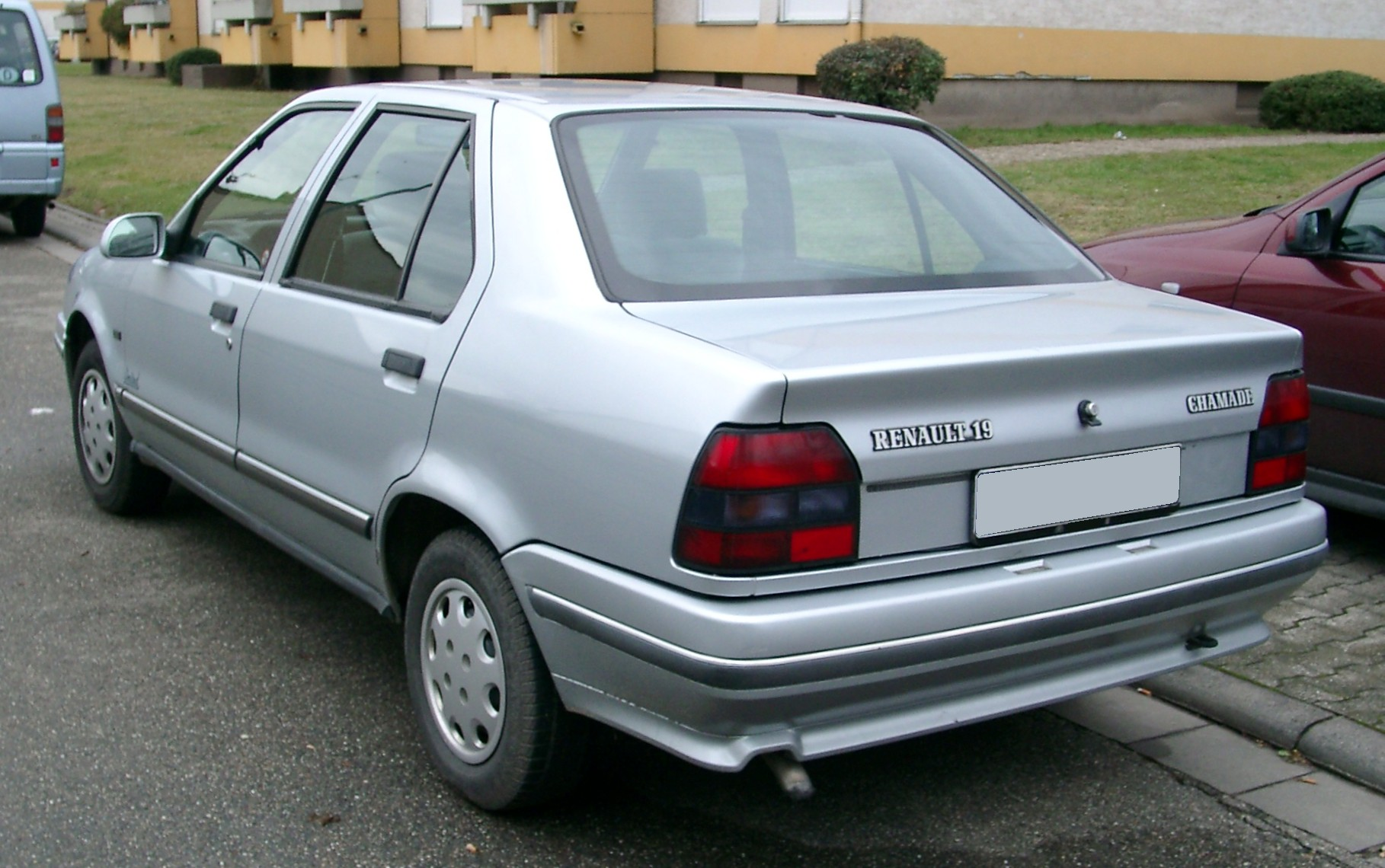
Renault 19 Chamade
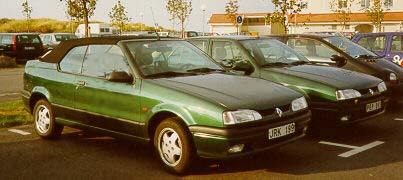
Renault 19 Cabriolet

### Facelift
De 19 werd in 1992, vier jaar na zijn introductie, uitgebreid herzien. De Phase II houdt met zijn afgeronde neus, duidelijke grille en gewijzigde achterlichten qua uiterlijk het midden tussen de originele 19 en de eerste Mégane, die nadrukkelijk voortborduurde op de stijl die door Renault al aan het begin van de jaren negentig was ingevoerd. De opvallende, ietwat uitpuilende rode "streep" in de optisch aan elkaar verbonden zwarte achterlichten kwam ook terug op andere Renault-modellen uit die tijd.
De Renault 19 werd tot 1996 in Europa geproduceerd en tot 2000 in Zuid-Amerika. Na het einde van de productie van de sedan en hatchback werd de open versie hernoemd tot Renault Cabriolet en bleef tot begin 1997 in productie. De 19 werd afgelost door de Mégane.

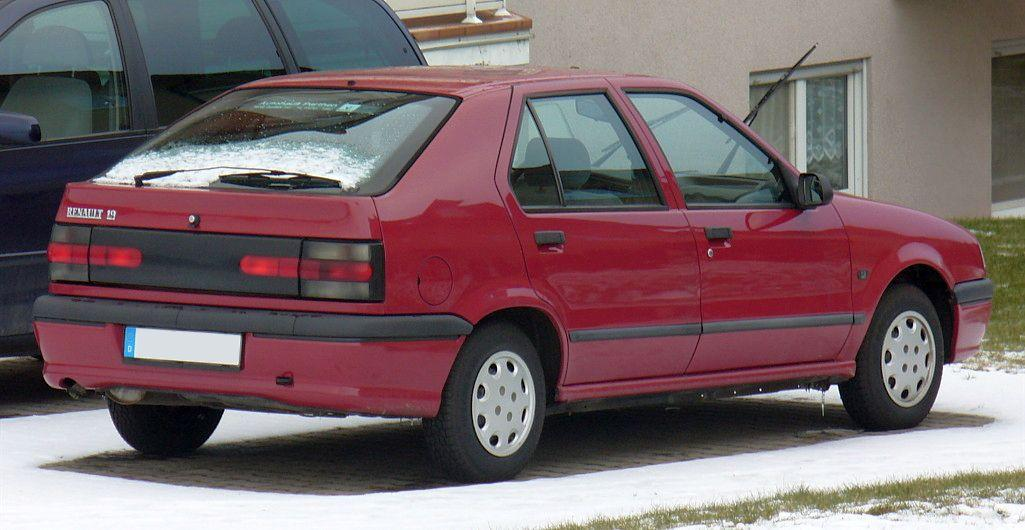
Renault 19 Phase II vijfdeurs
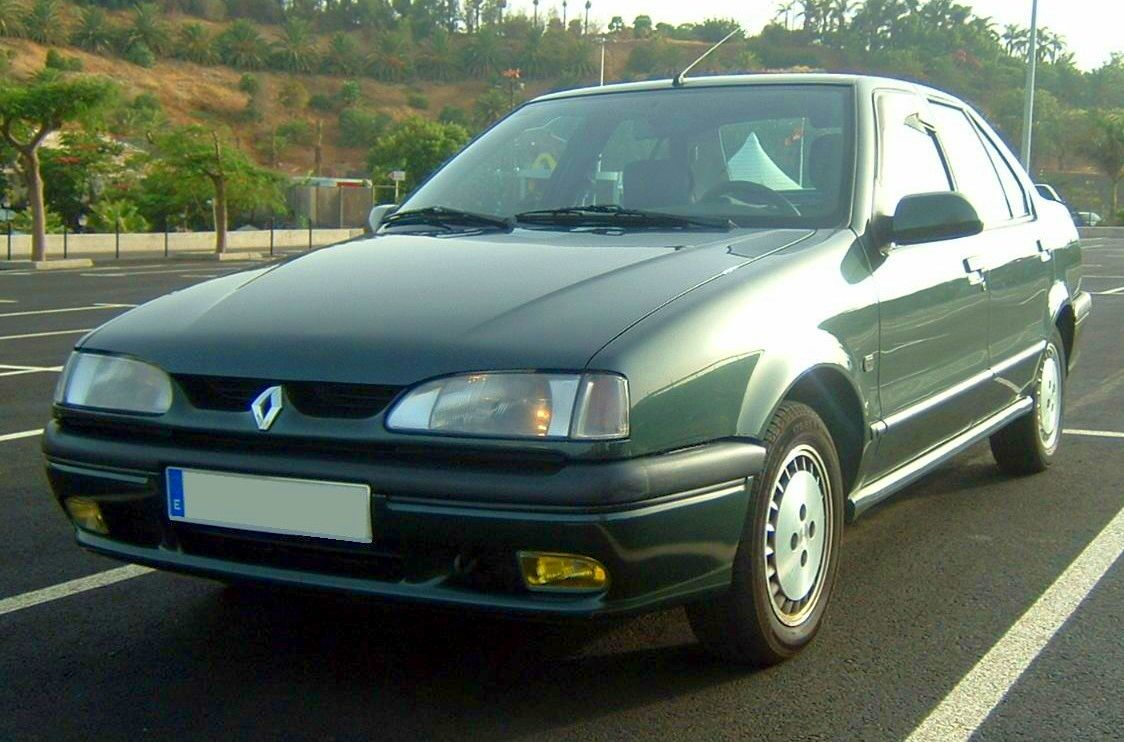
Renault 19 Phase II vierdeurs
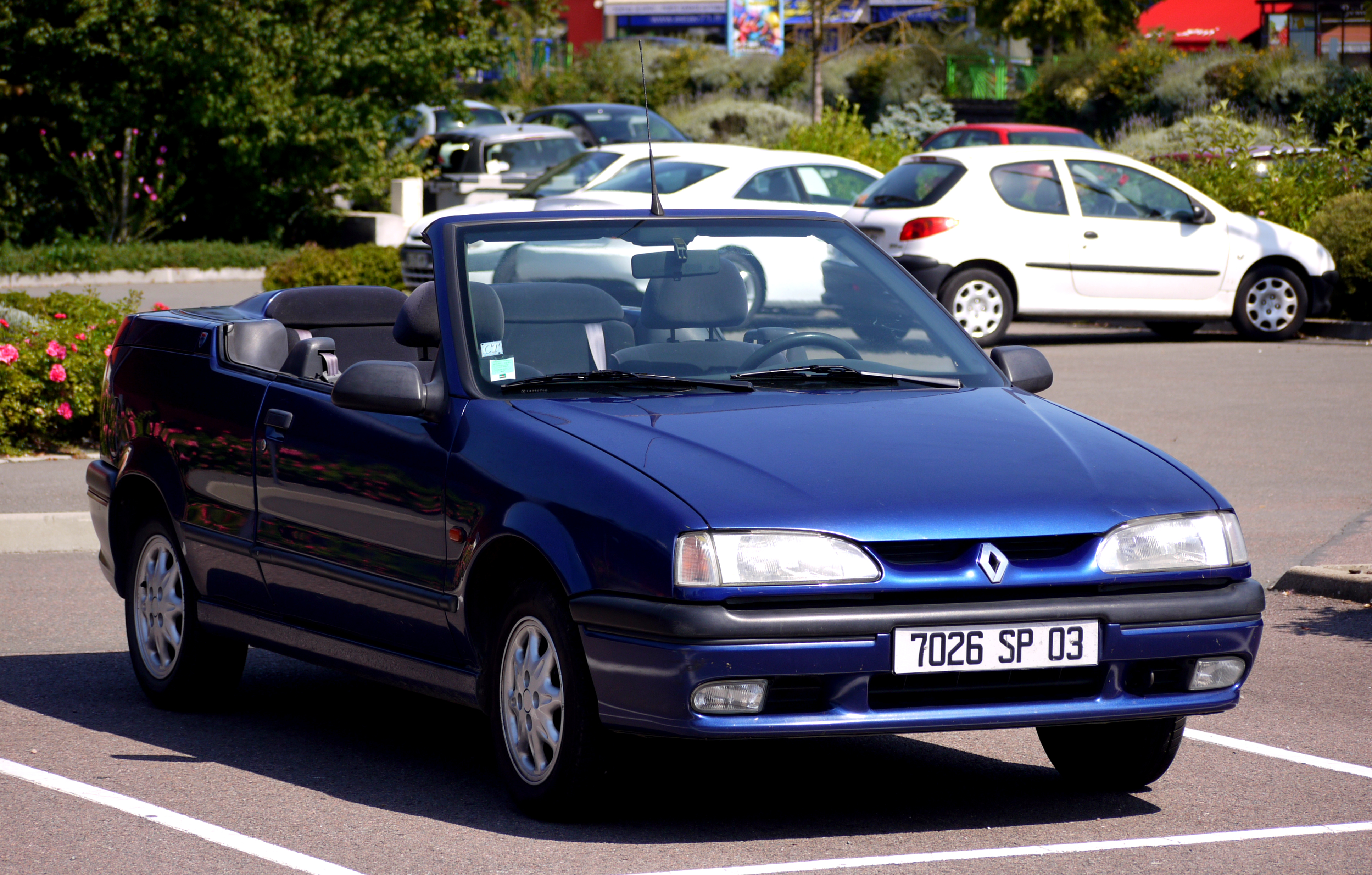
Renault (19 Phase II) Cabriolet
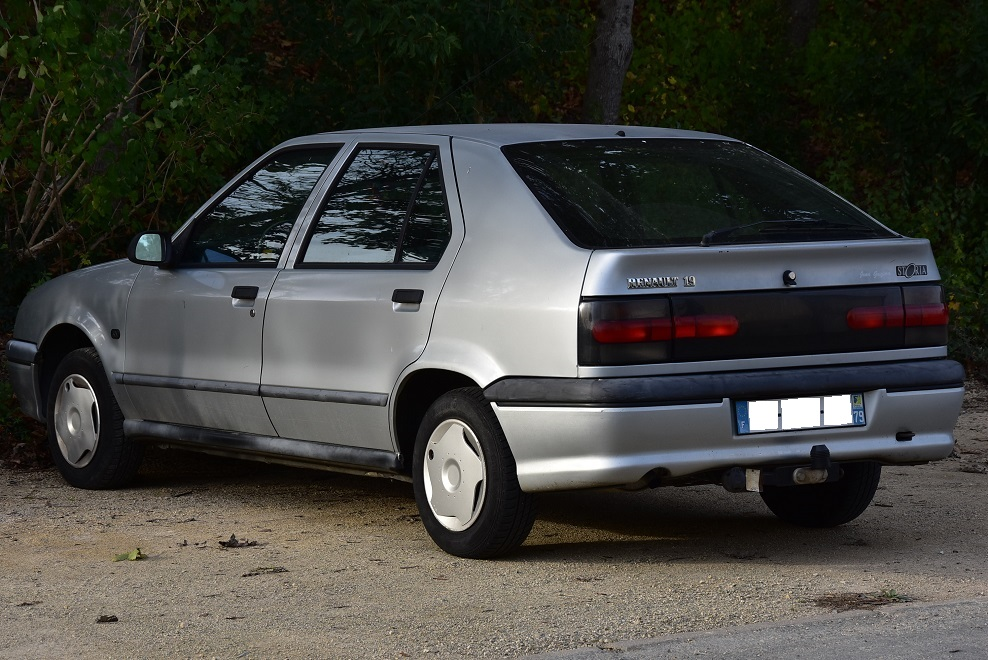
Renault 19 1.4e RN Storia, 1995

## Productievestigingen

### Europa
- Douai (Frankrijk)
- Vilvoorde (België)
- Palencia (Spanje)

### Zuid-Amerika
- Santa Isabel (Argentinië)
- Curitiba (Brazilië)
- Envigado (Colombia)

In productie:
5 E-Tech · 
Arkana · 
Austral · 
Captur · 
Clio · 
Espace · 
Kadjar · 
Kangoo · 
Koleos · 
Master · 
Mégane · 
Mégane E-Tech · 
Rafale · 
Scenic E-Tech · 
Symbioz · 
Symbol · 
Trafic · 
Twingo · 
Twingo Electric · 
Zoe

Uit productie:
3 · 
4 · 
5 · 
6 · 
7 · 
8 · 
9 · 
10 · 
11 · 
12 · 
14 · 
15 · 
16 · 
17 · 
18 · 
19 · 
20 · 
21 · 
25 · 
30 · 
2CV · 
4CV · 
Avantime · 
Caravelle · 
Dauphine · 
Domaine · 
Estafette ·
Express · 
Floride · 
Fluence ·
Frégate · 
Fuego · 
Juvaquatre ·
Laguna · 
Latitude · 
Modus · 
Nervastella · 
Novaquatre · 
Ondine · 
Prairie · 
Primaquatre · 
Rodeo · 
Safrane · 
Savanne · 
Scénic · 
Spider · 
Talisman · 
Thalia · 
Twizy · 
Vel Satis · 
Vivasport · 
Vivastella · 
Wind